# Johann (Hohenzollern-Sigmaringen)

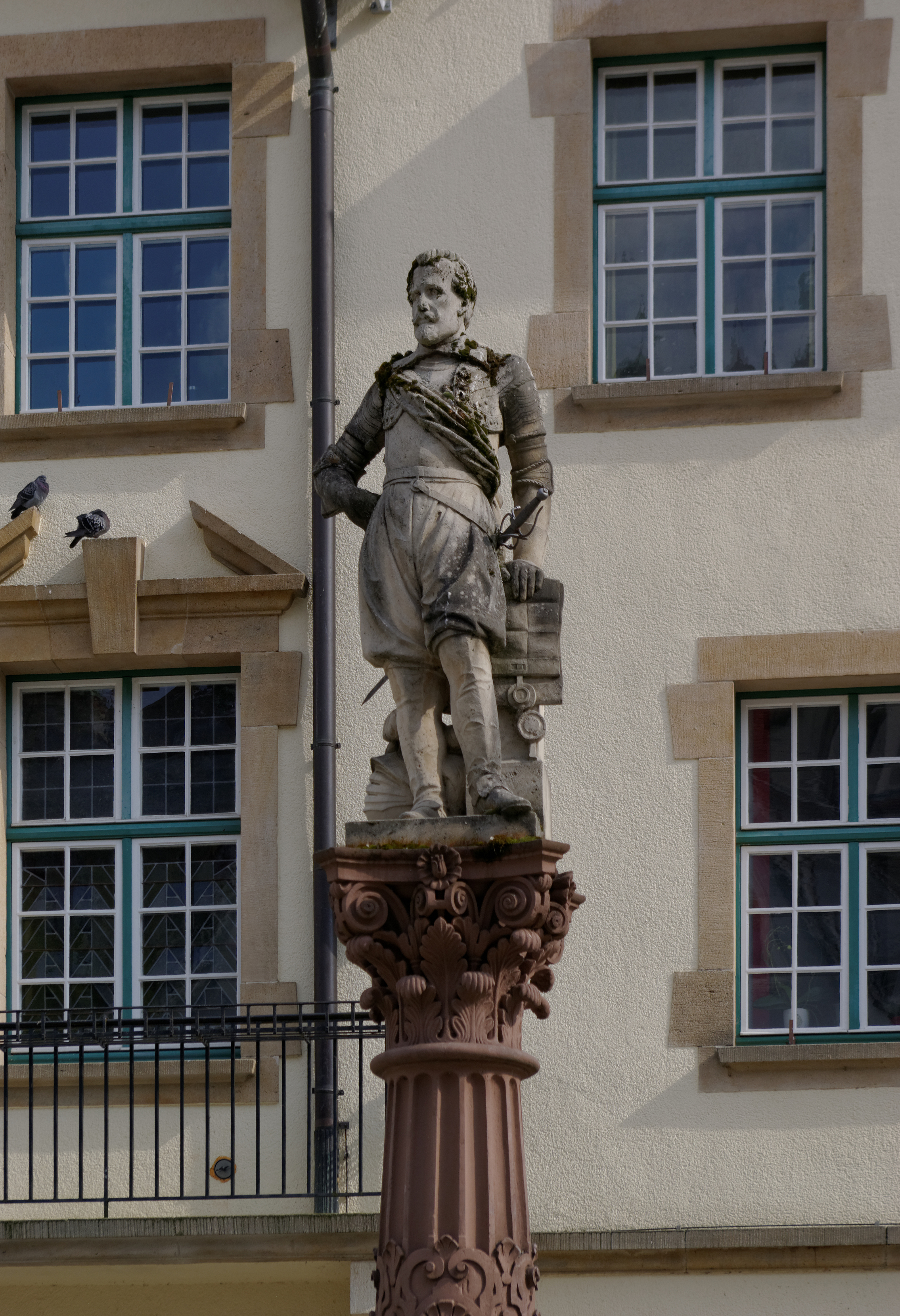
Fürst Johann von Hohenzollern-Sigmaringen-Denkmal auf dem Marktbrunnen in Sigmaringen von Hans Baur, 1891

Johann von Hohenzollern-Sigmaringen (* 17. August 1578 in Sigmaringen; † 22. März 1638 in München) war von 1606 bis 1623 Graf von Hohenzollern-Sigmaringen und, nachdem er 1623 in den Fürstenstand erhoben worden war, von 1623 bis 1638 der erste Fürst von Hohenzollern-Sigmaringen.

## Leben
Johann war der älteste überlebende Sohn des Grafen Karl II. von Hohenzollern-Sigmaringen (1547–1606), aus dessen Ehe mit Euphrosyne (1552–1590), Tochter des Grafen Friedrich V. von Oettingen-Wallerstein. Die erste Erziehung erhielt Johann von Privatlehrern in Sigmaringen und Straßburg. Obschon in der Familie eine militärische Karriere für wünschenswert erachtet wurde, ging der Graf nicht diesen Weg. Er studierte an den Universitäten Freiburg und Ingolstadt Staats- und Rechtswissenschaften. In Ingolstadt befreundete er sich mit Maximilian I. von Bayern. Ebenso befreundete er sich mit dem späteren Kaiser Ferdinand II. Zu den Habsburgern, Kaiser Rudolf II. regierte zu dieser Zeit, bestand ohnehin ein gutes Verhältnis. Am 30. Juni 1602 heiratete Johann in Sigmaringen seine drei Jahre jüngere Cousine Johanna von Hohenzollern-Hechingen (1581–1634), Tochter des Grafen Eitel Friedrich IV. von Hohenzollern-Hechingen. Johanns Sohn und Thronfolger Meinrad I. kam 1605 in München zur Welt.
Mit dem Tod seines Vaters am 8. April 1606 übernahm Johann die Regentschaft in der Grafschaft. Anders als die Hohenzollern des Kurfürstentums Brandenburg waren die Sigmaringer katholisch geblieben, lagen aber in unmittelbarer Nachbarschaft des evangelischen Herzogtums Württemberg und befanden sich so an exponierter Stelle im sich zuspitzenden Konfessionsstreit. Johann band sich darum eng an das Herzogtum Bayern, dem Vorreiter der katholischen Liga. Zudem wirkte er in München an administrativen Reformen Bayerns mit. Der Graf war Mitglied des Geheimrates und später dessen Präsident. Auch versuchte er, die Haltungen des Papstes und Kaisers gegenüber Bayerns positiv zu beeinflussen. Günstig war bei diesen Bemühungen, dass sein Bruder Eitel Friedrich die katholische Liga und die deutschen Bischöfe in Rom vertrat.
Das Bündnis mit dem bayerischen Herzog Maximilian I. und Kaiser Ferdinand II. machte sich bezahlt. 1623, nachdem Böhmen unterworfen worden und Bayern selbst vom Herzogtum zum Kurfürstentum aufgestiegen war, wurde auch Johann mit einer Rangerhöhung belohnt: Der Reichstag in Regensburg bewilligte 1623 die Erhebung Graf Johanns in den erblichen Fürstenstand. Ebenso wurde Graf Johann Georg von Hohenzollern-Hechingen, sein Vetter aus der durch Eitel Friedrich IV. begründeten Linie Hohenzollern-Hechingen, zum Fürsten erhoben. Mit dem Aussterben der Linie Hohenzollern-Haigerloch kam deren Territorium 1634 unter die Herrschaft Johanns. Seinen Bruder Ernst Georg fand Johann finanziell ab, da dieser unter anderem Ansprüche auf Krauchenwies erhob.
Die hervorragende Finanzlage seines Landes erlaubte es Johann, Kirche und Klöstern erhebliche Geldspenden zu machen sowie das Residenzschloss in Sigmaringen weiter auszubauen. Eine Veränderung brachten die Geschehnisse des Dreißigjährigen Krieges. Der Fürst begleitete 1630 Maximilian I. nach Regensburg, der dort die militärische Führung über das kaiserliche Heer anstrebte. Kriegsverwüstungen fanden auch in Sigmaringen statt, dessen Schloss 1632 von den Schweden erobert und im Folgejahr von den Kaiserlichen wieder befreit wurde, allerdings bei den Kämpfen in Flammen aufging. Gemeinsam mit Maximilian von Bayern floh er als dessen Geheimratspräsident vor den Kriegswirren nach Braunau am Inn. Nach dem Rückzug aus den Diensten Maximilians erhielt Johann von diesem die Herrschaft Schwabegg. Johann selbst hielt sich in Bayern auf, wo er 1638, vier Jahre nach seiner Frau, im Alter von 60 Jahren starb. Kurz zuvor war er in das Reichsfürstenkollegium aufgenommen worden, was die Erhebung des Landes zum Reichsfürstentum bedeutete. Festgesetzt wurde die Primogenitur in männlicher Linie.

## Nachkommen
Johann hatte mit seiner Gemahlin Johanna folgende Kinder:
- Meinrad I. (1605–1681), Fürst von Hohenzollern-Sigmaringen

⚭ 1635 Gräfin Anna Marie von Toerring-Seefeld (1613–1682)
- Marie (1606–1674)

⚭ 1. 1625 Graf Paul Andreas von Wolkenstein (1595–1635)
⚭ 2. Freiherr Rudolf Georg von Haßlang († nach 1676)
- Sibylla Euphrosyna (1607–1636)

⚭ 1. 1622 Graf Georg Wilhelm von Helfenstein, Freiherr von und zu Gundelfingen (1605–1627)
⚭ 2. 1628 Graf Ernst Benno von Wartenberg (1604–1666)